# Colibrí austral
El colibrí austral (Sephanoides sephaniodes) és una espècie de colibrí que es troba a l'Argentina i a Xile; i és possible fins a l'illa Robinson Crusoe, 560 km aigües fora de la costa xilena, i tan al sud com en Terra del Foc.
Com el seu parent el Sephanoides fernandensis ("colibrí de Juan Fernández"), solen venir de gust de pètals o de fulles, que arrenquen amb les seves arpes, armen els seus nius en branques altes o arbustos. Agraden de menjar insectes, cucs, i nèctar de flors.